# Communauté rurale de Ndindy
La communauté rurale de Ndindy est une communauté rurale du Sénégal située au centre-ouest du pays. 
Elle fait partie de l'arrondissement de Ndindy, du département de Diourbel et de la région de Diourbel.
Lors du dernier recensement, la CR comptait 13 528 personnes et 1 288 ménages.